# Korenmolen Nieuw Leven
De molen Nieuw Leven (voorheen De Zwaluw en Windlust) is een wipmolen in het hartje van Hazerswoude-Dorp in de gemeente Alphen aan den Rijn. De molen dateert uit de 17e eeuw en is oorspronkelijk als poldermolen gebouwd en in 1815 of 1816 op de huidige plaats opgebouwd als korenmolen. De gemeente Hazerswoude (later opgegaan in de gemeente gemeente Rijnwoude, weer later in de gemeente Alphen aan den Rijn) is in 1962 in bezit van Nieuw Leven gekomen. De molen heeft twee koppels maalstenen. Dit waren er ooit drie. Halverwege de jaren 90 is de molen grondig gerestaureerd en weer maalvaardig gemaakt. In de molen bevindt zich ook een koppel stenen dat met behulp van een elektromotor werd aangedreven, maar dat niet meer maalvaardig is.
De molen heeft de status rijksmonument en is regelmatig voor het publiek geopend.